# Баал-Хаммон
Баал-Хаммон (финик. 𐤁𐤏𐤋 𐤇𐤌𐤍, bʻlhmn) — божество западносемитской мифологии, один из главных богов карфагенского пантеона.

## Происхождение и имя
Божество сиро-финикийского происхождения, возможно, почитавшееся уже в Угарите, а позднее в Пальмире, где его имя засвидетельствовано надписями по меньшей мере с I века до н. э. В Пальмире был отождествлен с местным Баалом, верховным богом оазиса, и фигурирует под именем Бебель-Хамон (Bel-Bel-Hamon).
Значение имени истолковывается по-разному. В 1883 Жозеф Галеви предложил понимать это как «Господин Амана». В 1902 на восточном склоне хребта в Зинджирли была обнаружена надпись, датируемая 825 г. до н. э. и содержащая самое раннее полное имя этого божества.
Существует также версия, отождествляющая гору Аман с горой Цапану, и таким, образом, Баал-Хаммона с Баал-Цапану, как проживающим на горе Цапану Балу, богом-покровителем Угарита.
По другим версиям, это имя может означать «владыка алтаря с благовониями», «владыка хамманов» (священных столбов перед алтарем). По мнению Ю. Б. Циркина и И. Ш. Шифмана, наиболее вероятным значением является «владыка жара» (Шифман сопоставляет имя Хаммон с древнееврейским словом хамма, «солнце»).
По мнению Э. Липинского, имя следует писать как «Баал-Хамон», поскольку удвоение появилось в результате позднейшего отождествления этого божества с Зевсом (Юпитером) Аммоном, почитавшимся в Северной Африке.

## Изображения и функции
В Карфаген культ Баал-Хаммона был привезен новой волной переселенцев из Тира в VII—VI веках до н. э. Бетели с его именем встречаются с VI века до н. э., вскоре появляются изображения бога в типичном переднеазиатском стиле — мощного бородатого старца в длинной, часто плиссированной одежде, восседающего на троне, обычно украшенном керубами. На голове божества высокая коническая тиара с пелериной, либо корона из перьев, правую руку оно поднимает в благословляющем жесте, в левой держит посох с навершием в виде шишки сосны, либо одного или трех хлебных колосьев. Рядом с головой часто помещается солнечный диск, иногда с крыльями, как на египетских барельефах.
Приблизительно с середины V века до н. э. Баал-Хаммон начинает почитаться вместе с Танит, полное имя которой «Таннит перед Баалом», составив с ней божественную пару. В других финикийских колониях (на Мальте, Мотии и в Сардинии) это добавление засвидетельствовано позже — в IV веке до н. э..
Атрибуты свидетельствуют о Баал-Хаммоне как о божестве плодородия и солярном божестве; сосновая шишка — давний символ бессмертия и мужской плодовитости. На гемме VII или VI века до н. э. трон бога стоит на ладье, плывущей по водам подземного океана, на что указывают стебли растений, растущие вниз, следовательно, он может рассматриваться как владыка небесного, земного и подземного мира.
Греки отождествляли его с Кроносом, образ которого в «Теогонии» Гесиода очень похож на хуррито-хеттского Кумарби, отождествлявшегося семитами с богом плодородия Дагоном, тот же, в свою очередь, почитался в Сирии и Ливане как Баал-Хамон, а в эллинистическое время как Кронос.
В римское время отождествлялся с Сатурном, который в италийской мифологии был божеством плодородия; в римских надписях, посвященных Баал-Хаммону, он именуется senex («старец»), frugifer («плодоносный»), deus frugum («бог злаков») и genitor («родитель»). Изображение бога было отчеканено на денарии Клодия Альбина, боровшегося за императорскую власть в 193—197 годах и происходившего из Гадрумета, где в эпоху Августа чеканились монеты с изображением Баал-Хаммона.

## Жертвоприношения
Как и Танит, Баал-Хаммону приносились человеческие жертвы, предпочтительно дети.
По сообщению Диодора, в Карфагене находилась гигантская бронзовая статуя Кроноса с длинными руками, достававшими до земли, ладонями вверх и, как полагают, соединенными с телом подъемным механизмом. Жертву, положенную на его руки, идол опускал вниз и она падала в огненную яму.
Современные исследователи полагают, что обряд, известный как молк, мог быть не столь изуверским, как его описывают в популярной литературе, и ребёнка перед сожжением умерщвляли.
У греков карфагенские обычаи вызывали отвращение, и Плутарх сообщает, что тиран Гелон, разгромивший карфагенян в битве при Гимере, специально вписал в мирный договор условие, запрещавшее им впредь приносить своих детей в жертву Кроносу.
Одно из крупнейших жертвоприношений было совершено в 310 до н. э., когда Карфаген был осажден Агафоклом. Свои неудачи пунийцы объясняли отходом от старинного благочестия и тем, что вместо собственных детей уже довольно долгое время богу приносили чужих — купленных и тайно выращенных. Чтобы умилостивить гнев божества в жертву принесли 200 детей из благородных семей, и ещё 300 человек принесли себя в жертву добровольно.

## Распространение культа
Баал-Хаммон почитался и в других финикийских и карфагенских колониях на западе Средиземноморья. Страбон упоминает храм Крона в Гадесе, вероятно, такой храм был и в Малаке, на монетах которой над изображением храма стоит надпись šmš («шамаш»).
В Северной Африке культ Баал-Хаммона оставался одним из самых популярных и в римское время; по словам Августина, местные язычники ещё в его время противопоставляли своего Сатурна Христу.